# Tourbières de Vendoire
Le site « Tourbières de Vendoire » est une zone naturelle d'intérêt écologique, faunistique et floristique (ZNIEFF) française du département de la Charente, en région Nouvelle-Aquitaine.
Il ne faut pas le confondre avec le site homonyme géré par la « Maison des Tourbières » à Vendoire, dans le département de la Dordogne, site qui lui est contigu.

## Situation
Dans le sud-est du département de la Charente et limitrophe de celui de la Dordogne, le site « Tourbières de Vendoire », s'étend sur 148,62 hectares, sur le territoire de trois communes (Gurat, Salles-Lavalette et Vaux-Lavalette). Comme le montre la carte du site, les deux communes du département de la Dordogne mentionnées par la fiche de l'INPN ne font que tangenter cette ZNIEFF, intégralement comprise dans le département de la Charente. Ces communes de Dordogne sont traitées dans une autre ZNIEFF de type II : « Vallée de la Nizonne ».
Environ 52 % de la superficie de la ZNIEFF « Tourbières de Vendoire » se trouve sur le territoire de la commune de Salles-Lavalette, 31 % sur Vaux-Lavalette et 17 % sur Gurat.
La zone s'étage entre 69 et 74 mètres d'altitude le long du cours de la Lizonne et du canal des Moulins.

## Description
Le site « Tourbières de Vendoire » est une zone naturelle d'intérêt écologique, faunistique et floristique (ZNIEFF) de type I, c'est-à-dire qu'elle est de superficie réduite, avec des espaces homogènes d’un point de vue écologique et qu'elle abrite au moins une espèce et/ou un habitat rares ou menacés, d'intérêt aussi bien local que régional, national ou communautaire.
Des recensements y ont été effectués aux niveaux faunistique et floristique, notamment en 1984 et 1999.
Cette ZNIEFF est incluse dans une autre ZNIEFF de type II bien plus étendue « Vallées de la Nizonne, de la Tude et de la Dronne en Poitou-Charentes », tout en restant à l'intérieur du département de la Charente, et qui concerne les vallées de la Nizonne (ou Lizonne), de la Tude et de la Dronne, jusqu'à la confluence de cette dernière avec le Goulor, ainsi que certains affluents en tête de bassin de la Tude,.

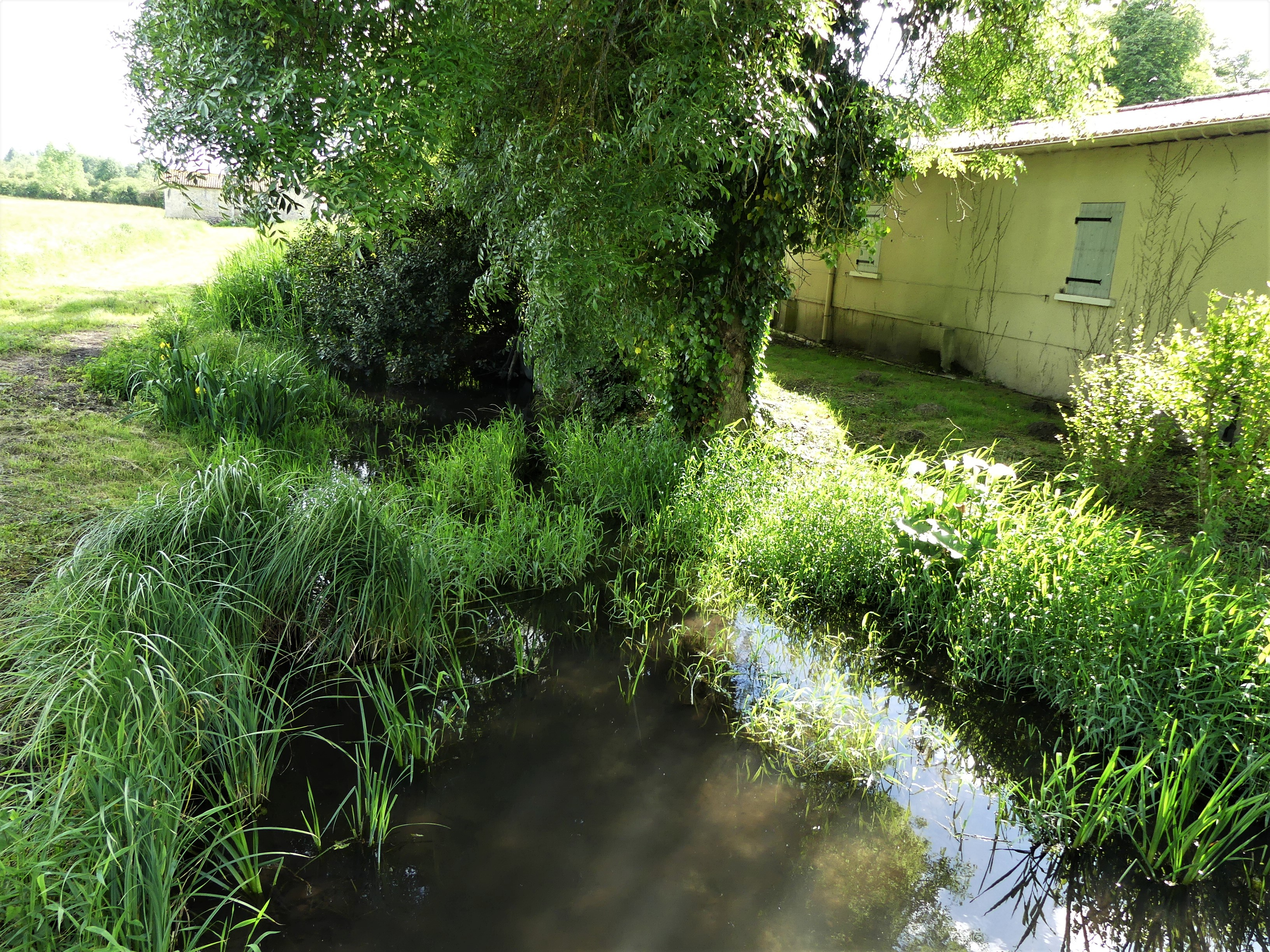
Le canal des Moulins au sud de la route départementale 81, à Gurat.
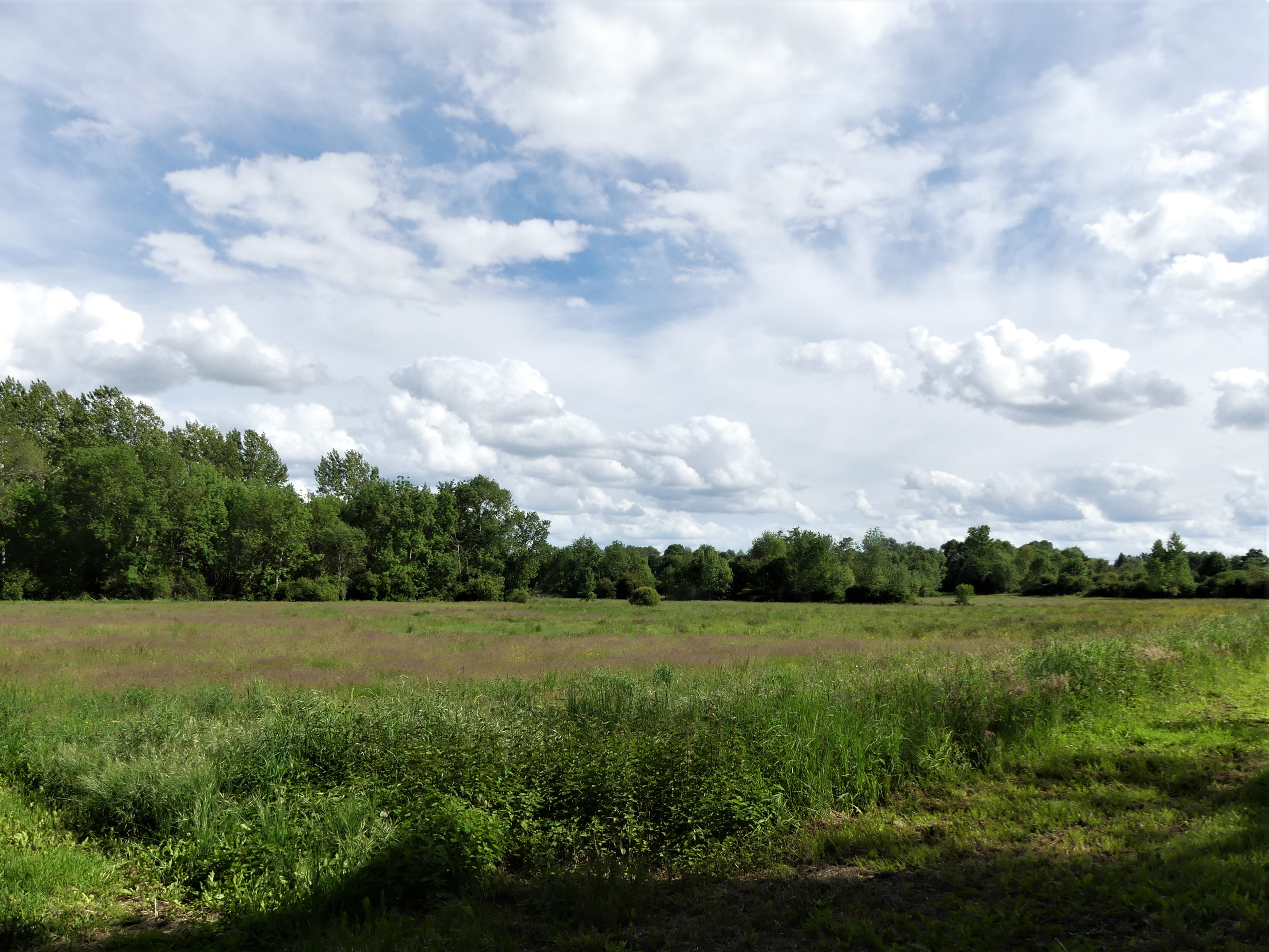
La zone humide au sud de la RD 81, à Gurat.
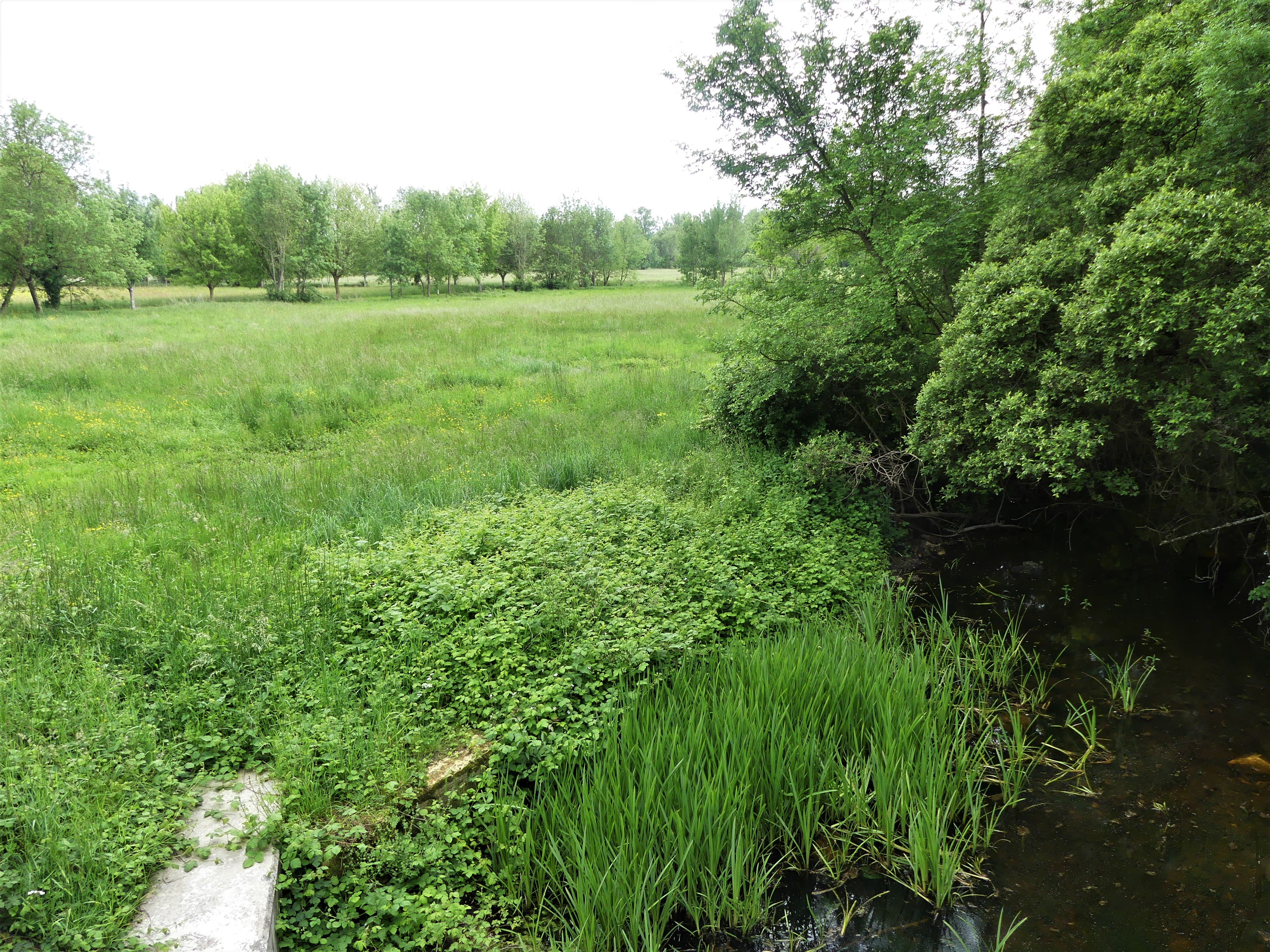
Idem.
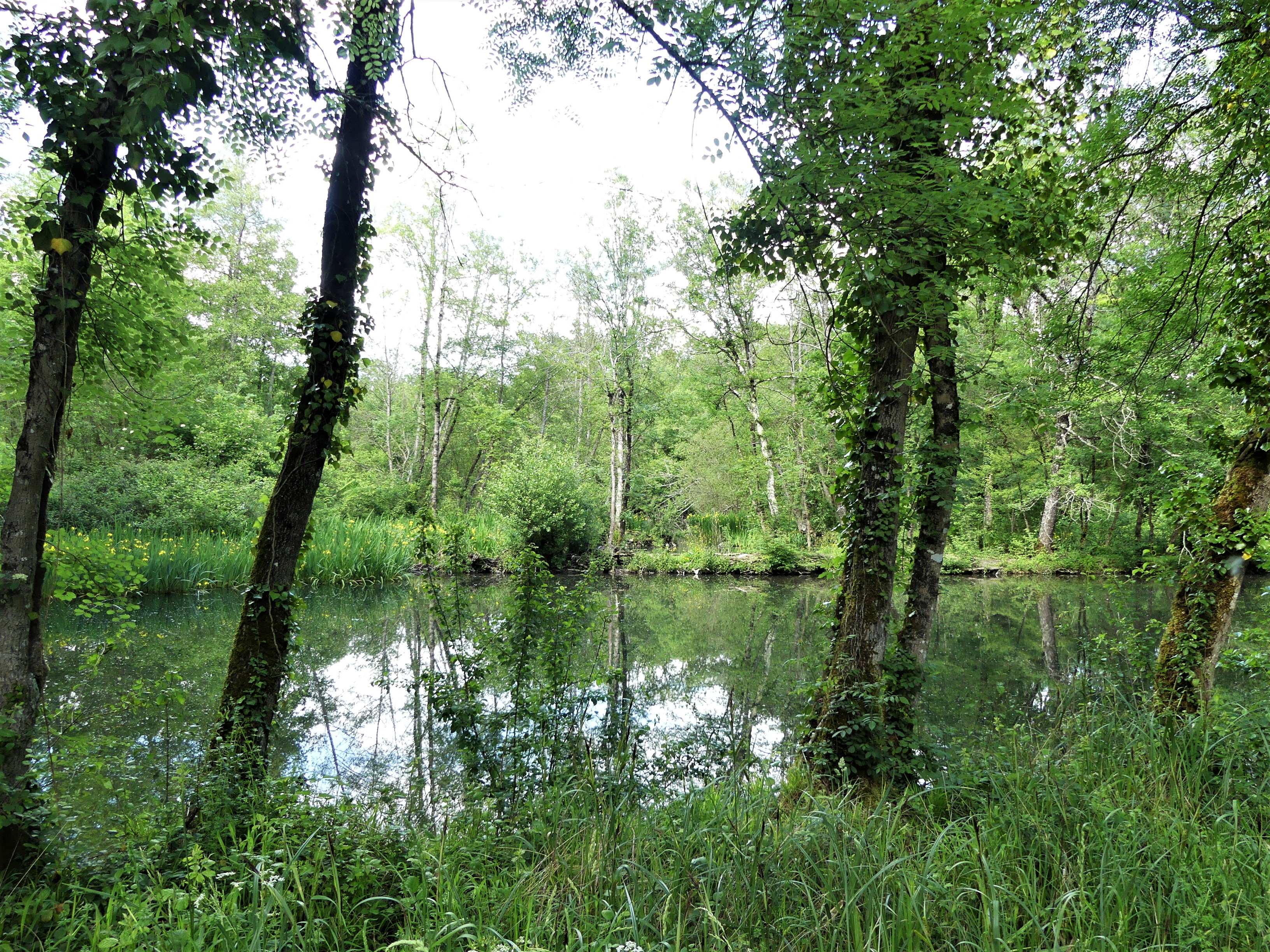
Étang à l'est du lieu-dit Maine Barillaud, à Salles-Lavalette.
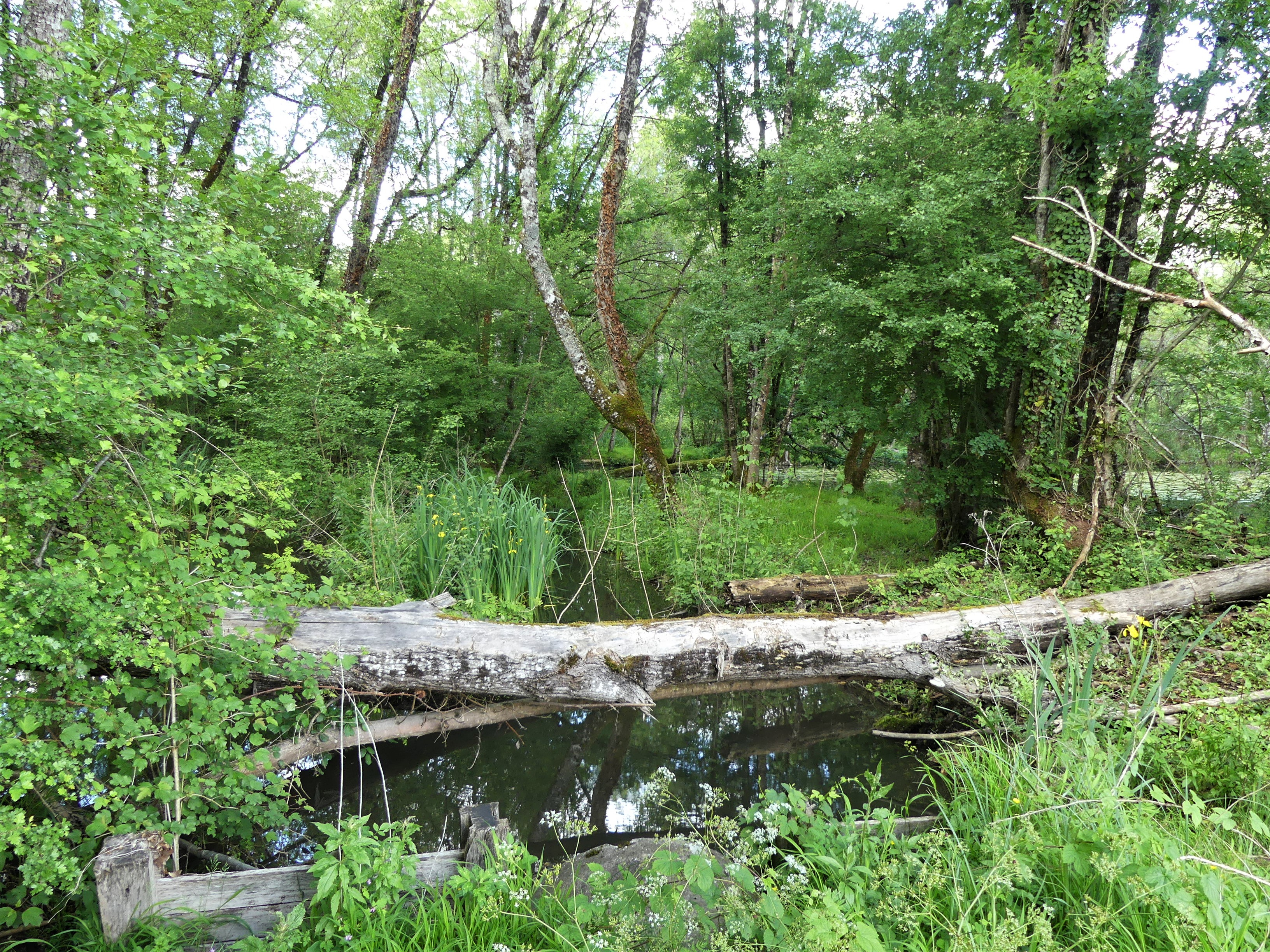
La zone humide  à l'est du lieu-dit Maine Barillaud.

## Faune recensée

### Espèces déterminantes
Onze espèces déterminantes d'animaux y ont été répertoriées :
- cinq insectes dont trois lépidoptères en 2000 : l'Azuré de la sanguisorbe (Phengaris teleius), le Cuivré des marais (Lycaena dispar) et le Fadet des laîches (Coenonympha oedippus) et deux odonates: l'Agrion de Mercure (Coenagrion mercuriale) et la Cordulie à corps fin (Oxygastra curtisii) ;
- quatre mammifères : le Campagnol amphibie (Arvicola sapidus), le Crossope aquatique (Neomys fodiens), la Loutre d'Europe (Lutra lutra) et le Vison d'Europe (Mustela lutreola) ;
- un oiseau, le Martin-pêcheur d'Europe (Alcedo atthis) ;
- un reptile : la Cistude (Emys orbicularis).

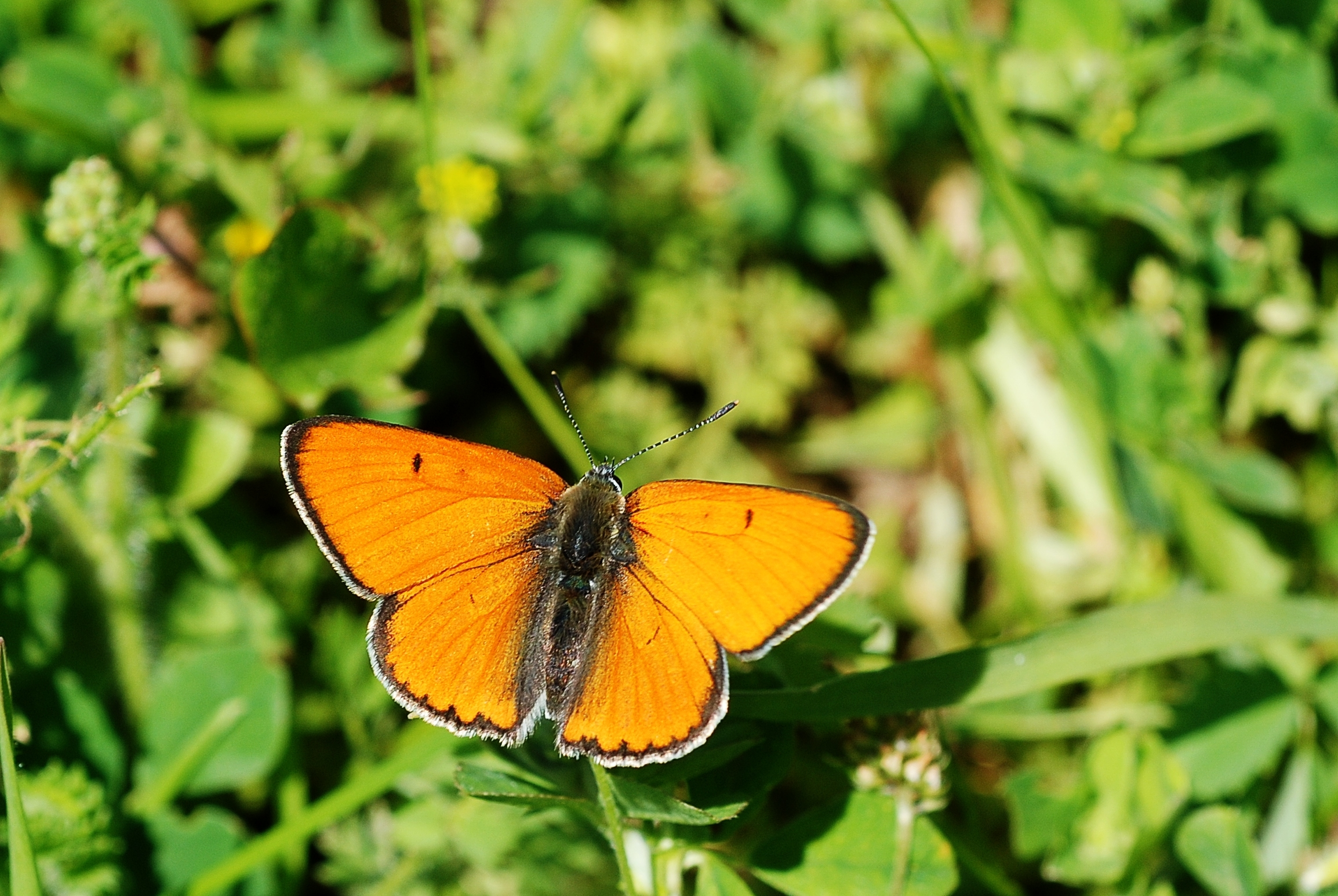
Cuivré des marais.
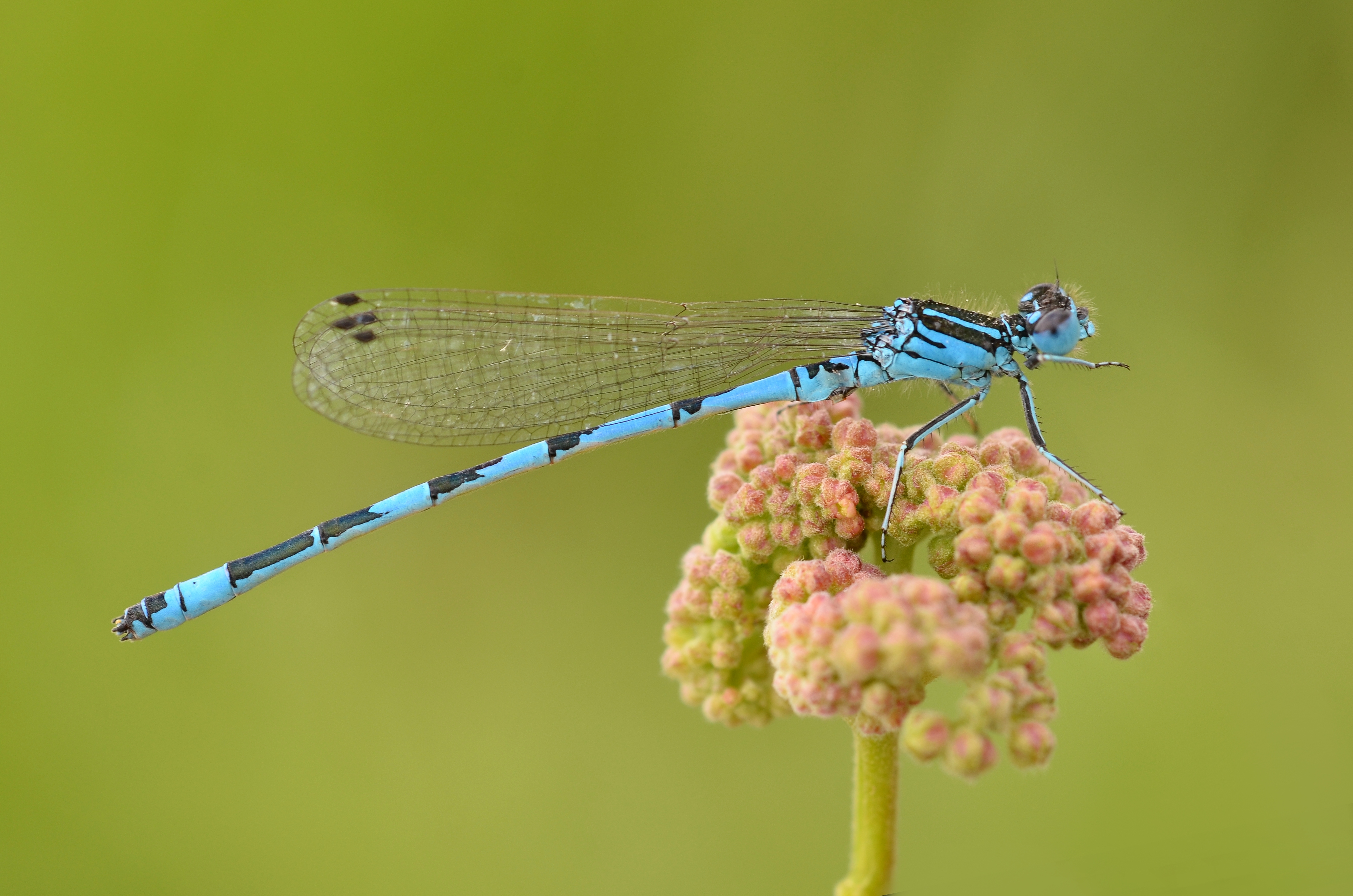
Agrion de Mercure mâle.
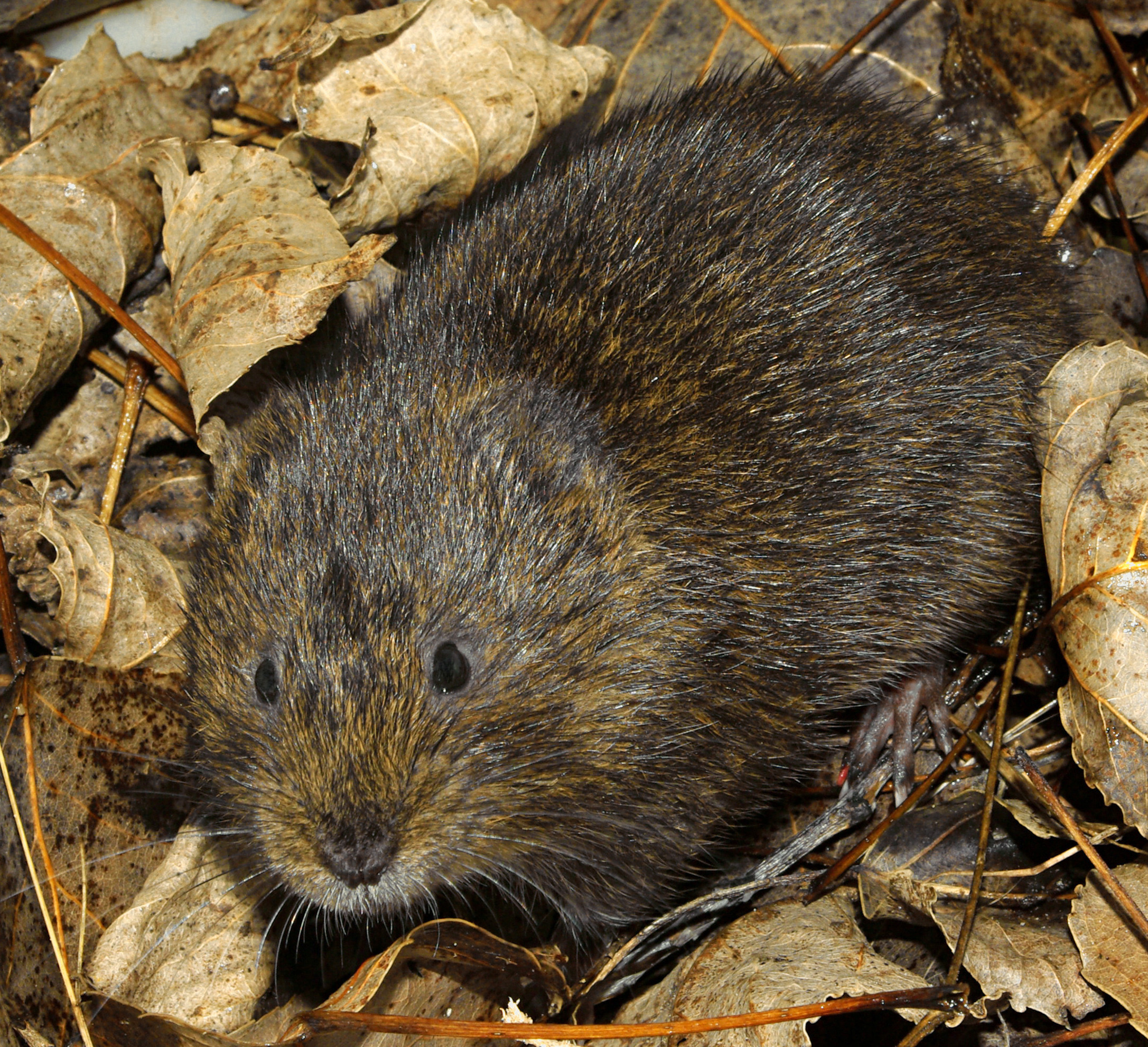
Campagnol amphibie.
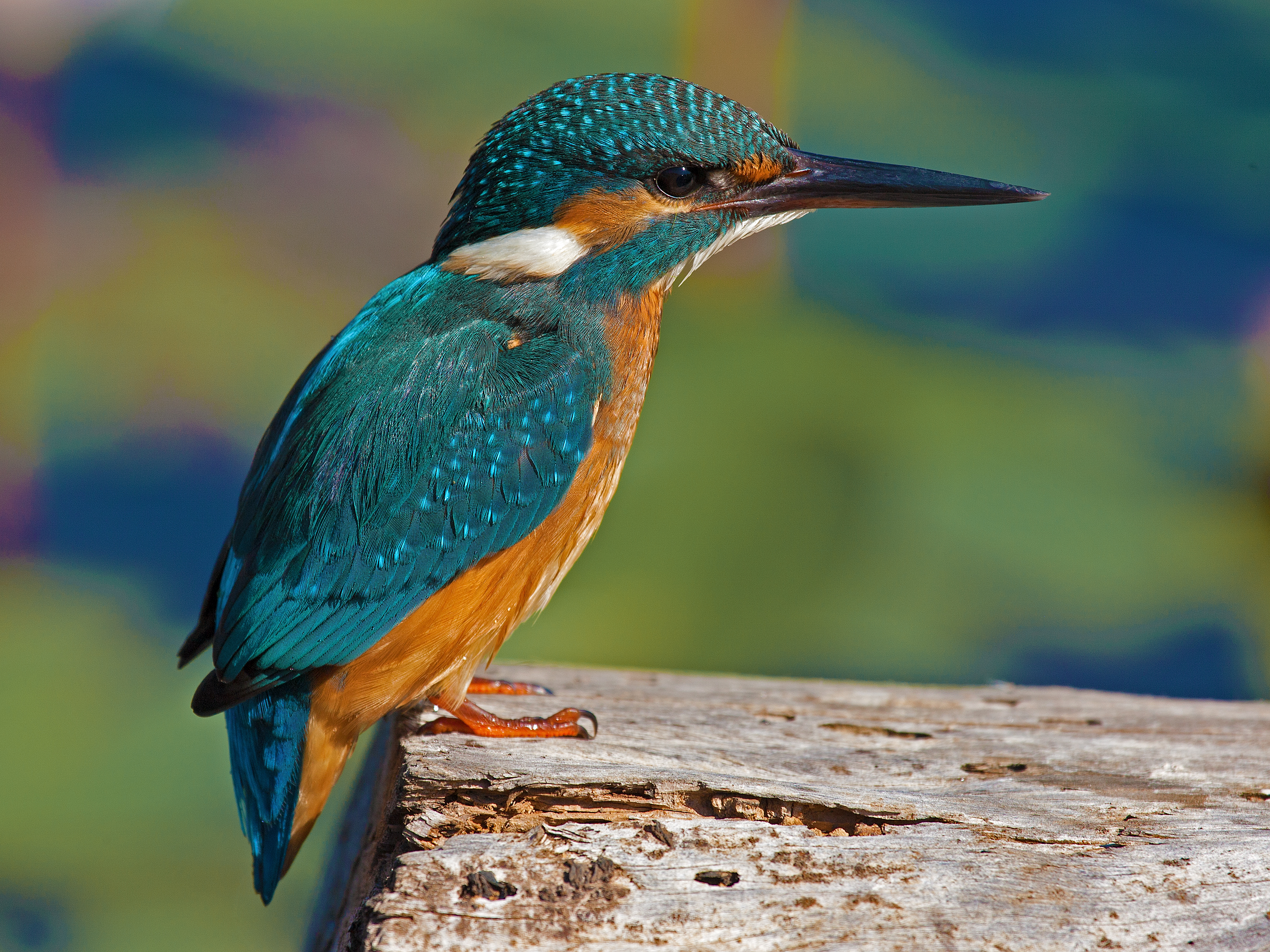
Martin-pêcheur d'Europe.
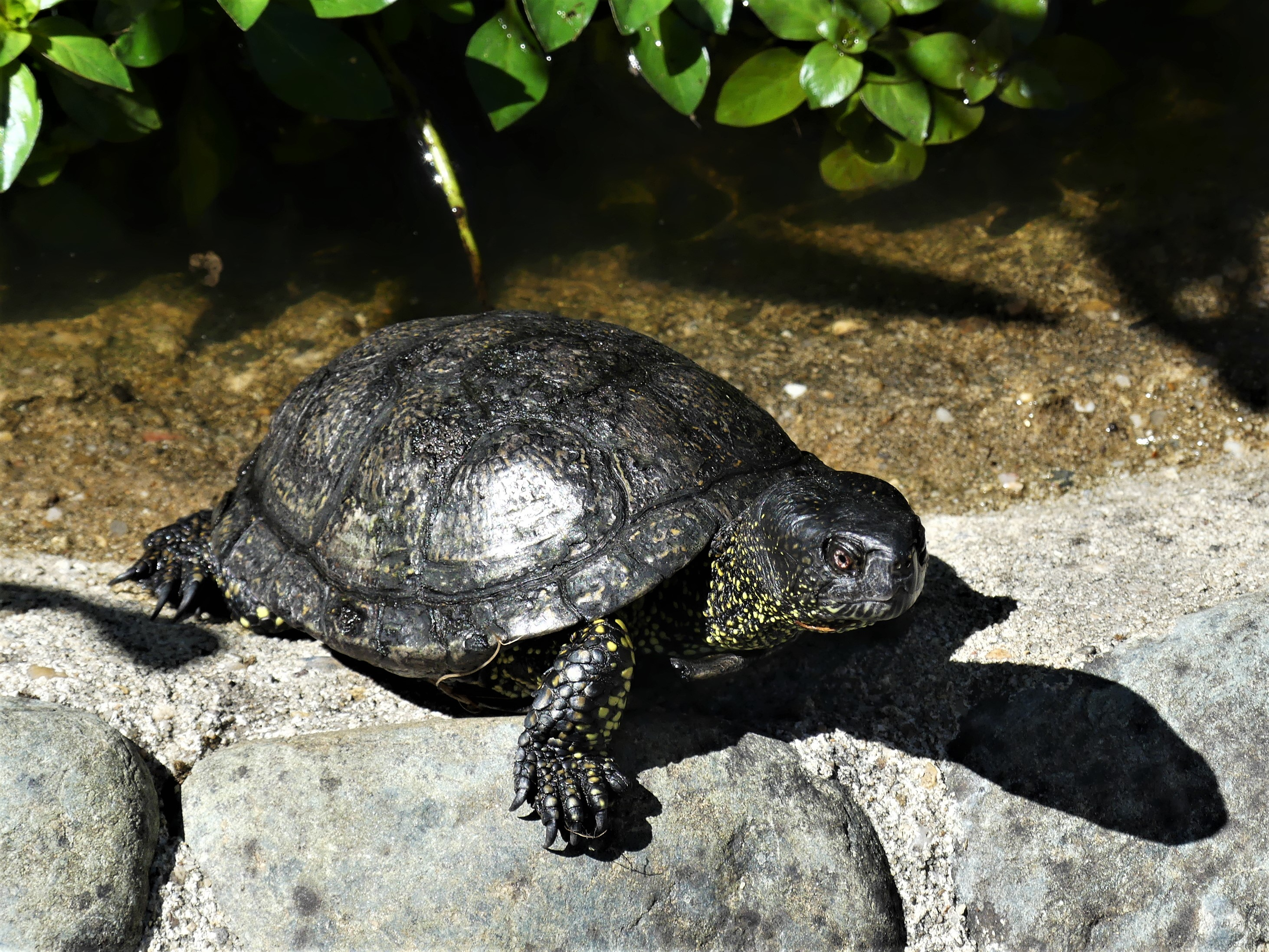
Cistude.

### Autres espèces
Cinquante-trois autres espèces animales y ont été recensées :
- dix-huit mammifères : la Belette d'Europe (Mustela nivalis), le Campagnol agreste (Microtus agrestis), le Campagnol des champs (Microtus arvalis), le Campagnol de Gerbe (Microtus gerbei), le Campagnol roussâtre (Myodes glareolus), l'Écureuil roux (Sciurus vulgaris), la Fouine (Martes foina), le Hérisson commun (Erinaceus europaeus), le Lapin de garenne (Oryctolagus cuniculus), le Lièvre d'Europe (Lepus europaeus), le Mulot sylvestre (Apodemus sylvaticus), la Musaraigne couronnée (Sorex coronatus), la Musaraigne pygmée (Sorex minutus), le Putois (Mustela putorius), le Rat des moissons (Micromys minutus), le Rat musqué (Ondatra zibethicus), le Renard roux (Vulpes vulpes) et la Taupe d'Europe (Talpa europaea) ;
- trente-cinq oiseaux : la Bécassine des marais (Gallinago gallinago), la Bergeronnette des ruisseaux (Motacilla cinerea), la Bergeronnette grise (Motacilla alba), la Bouscarle de Cetti (Cettia cetti), le Bruant jaune (Emberiza citrinella), le Bruant des roseaux (Emberiza schoeniclus), la Buse variable (Buteo buteo), le Canard colvert (Anas platyrhynchos), le Chardonneret élégant (Carduelis carduelis), le Chevalier guignette (Actitis hypoleucos), le Coucou gris (Cuculus canorus), le Faucon crécerelle (Falco tinnunculus), la Fauvette à tête noire (Sylvia atricapilla), la Fauvette grisette (Sylvia communis), la Fauvette des jardins (Sylvia borin), la Foulque macroule (Fulica atra), la Gallinule poule d'eau (Gallinula chloropus), la Grive draine (Turdus viscivorus), la Grive musicienne (Turdus philomelos), le Héron cendré (Ardea cinerea), l'Hypolaïs polyglotte (Hippolais polyglotta), le Loriot d'Europe (Oriolus oriolus), la Mésange nonnette (Poecile palustris), la Mouette rieuse (Chroicocephalus ridibundus), le Pic épeiche (Dendrocopos major), le Pic épeichette (Dendrocopos minor), le Pic vert (Picus viridis), le Pigeon ramier (Columba palumbus), le Pipit des arbres (Anthus trivialis), le Pipit farlouse (Anthus pratensis), le Pouillot véloce (Phylloscopus collybita), le Rossignol philomèle (Luscinia megarhynchos), la Rousserolle effarvatte (Acrocephalus scirpaceus), le Tarier pâtre (Saxicola rubicola) et le Vanneau huppé (Vanellus vanellus).

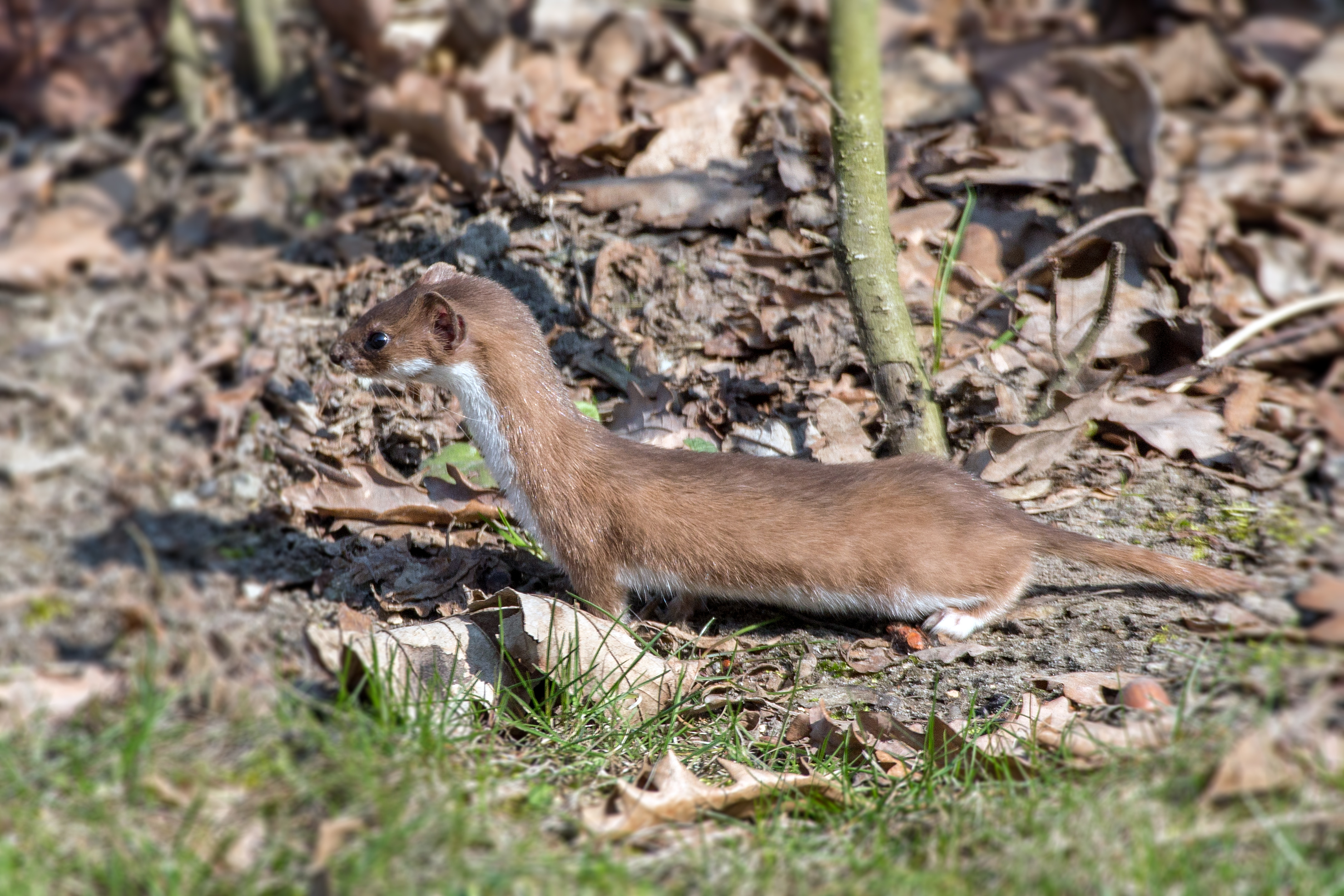
Belette d'Europe.
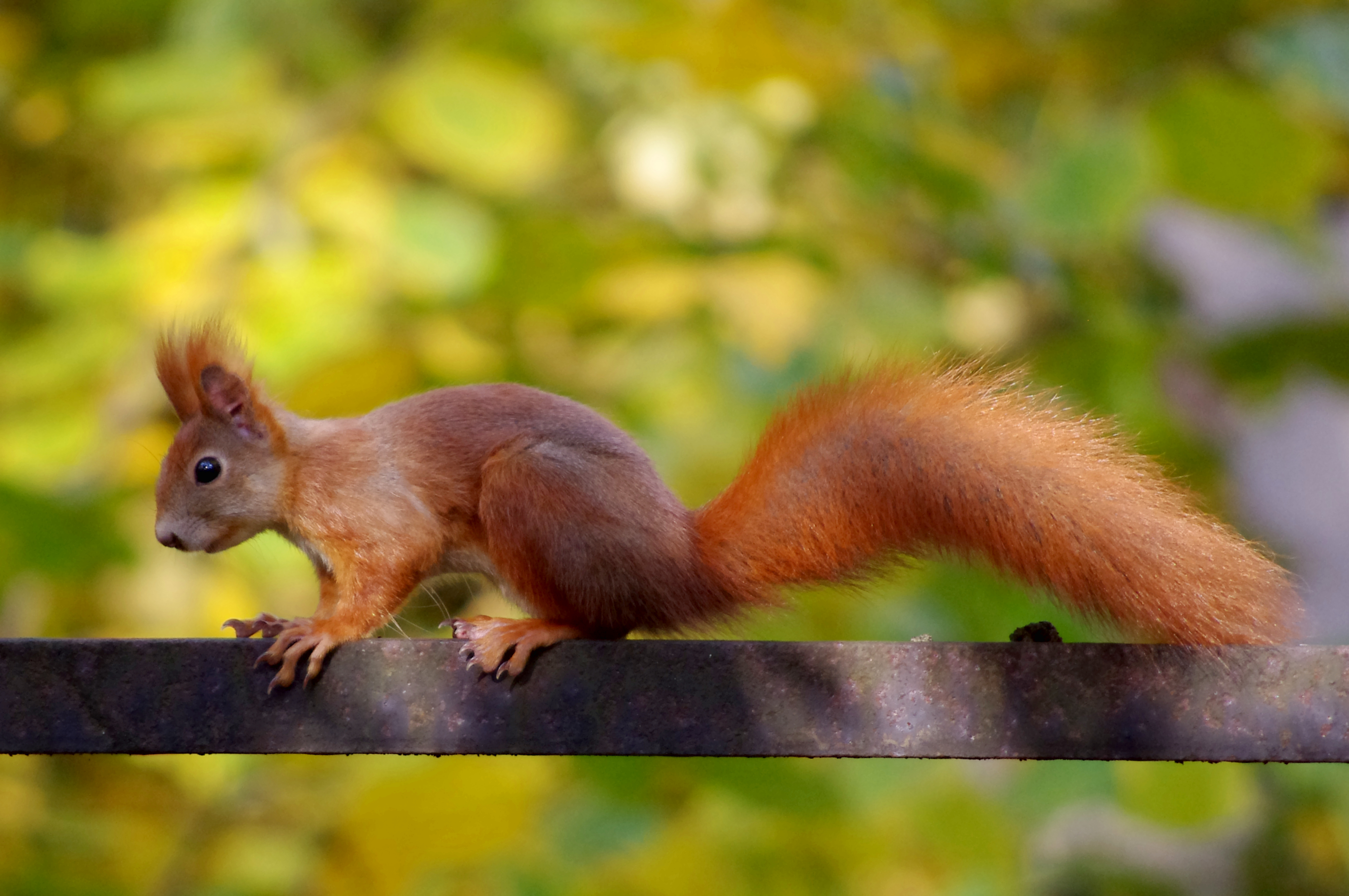
Écureuil roux.
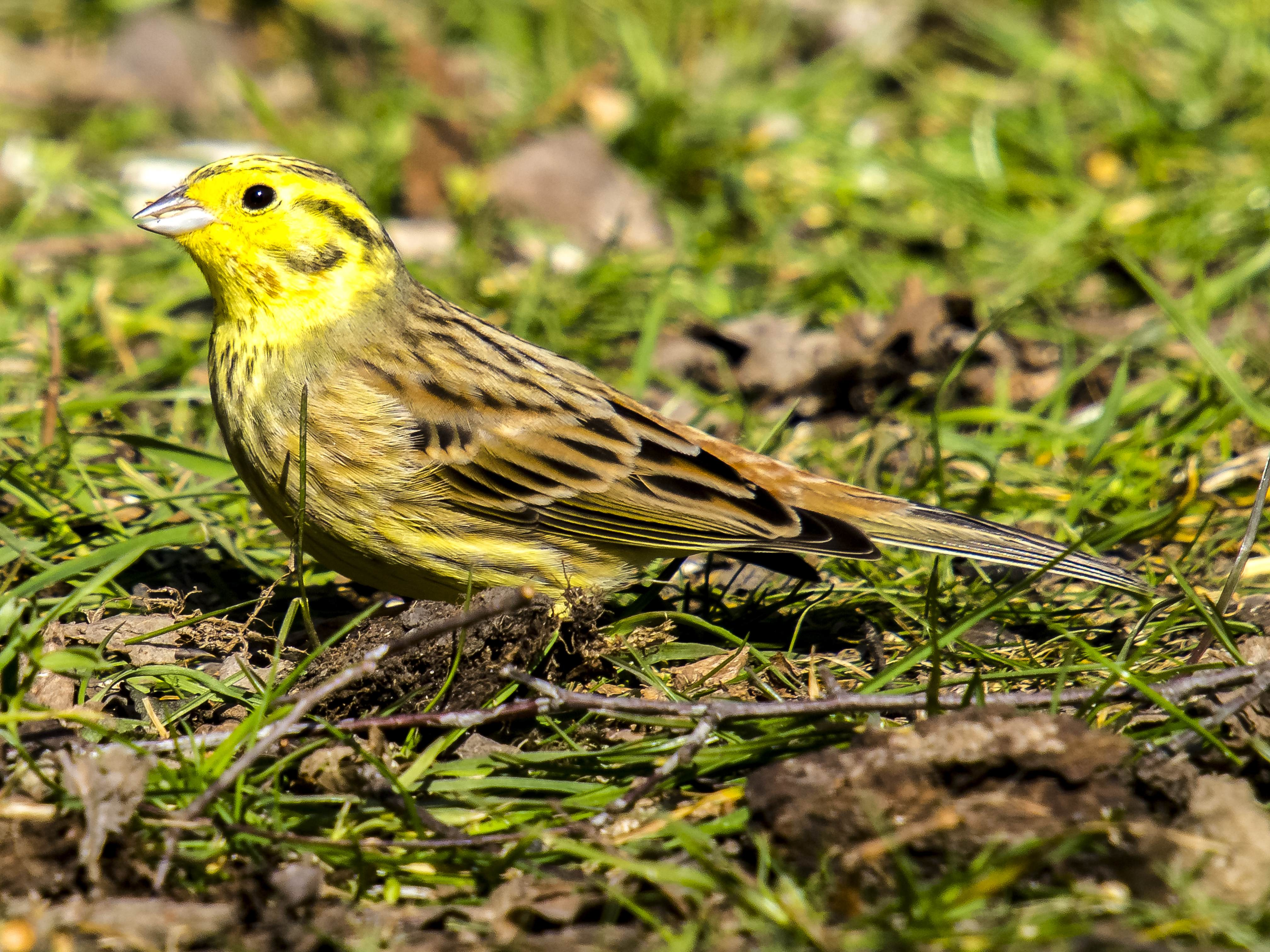
Bruant jaune mâle.
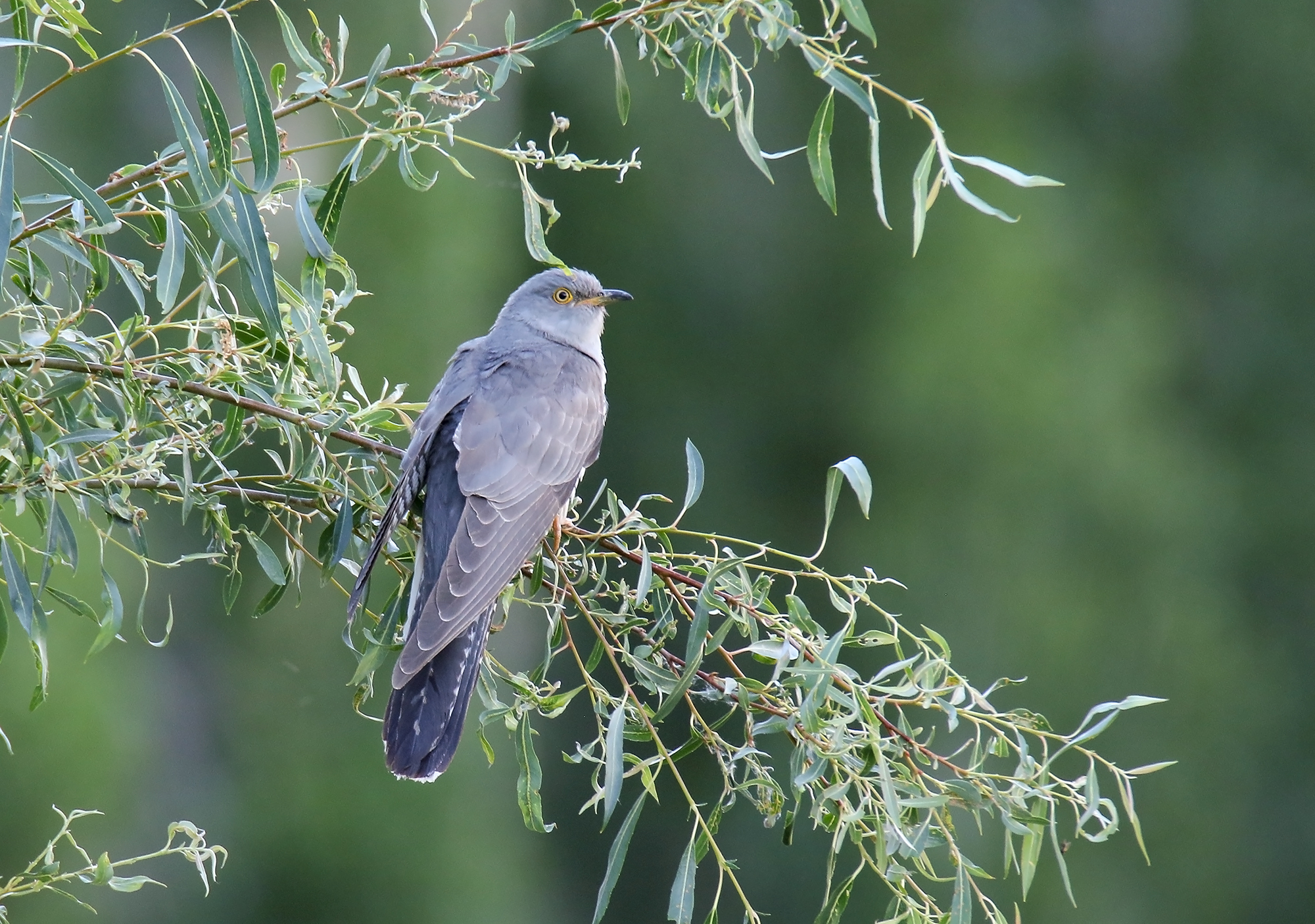
Coucou gris.
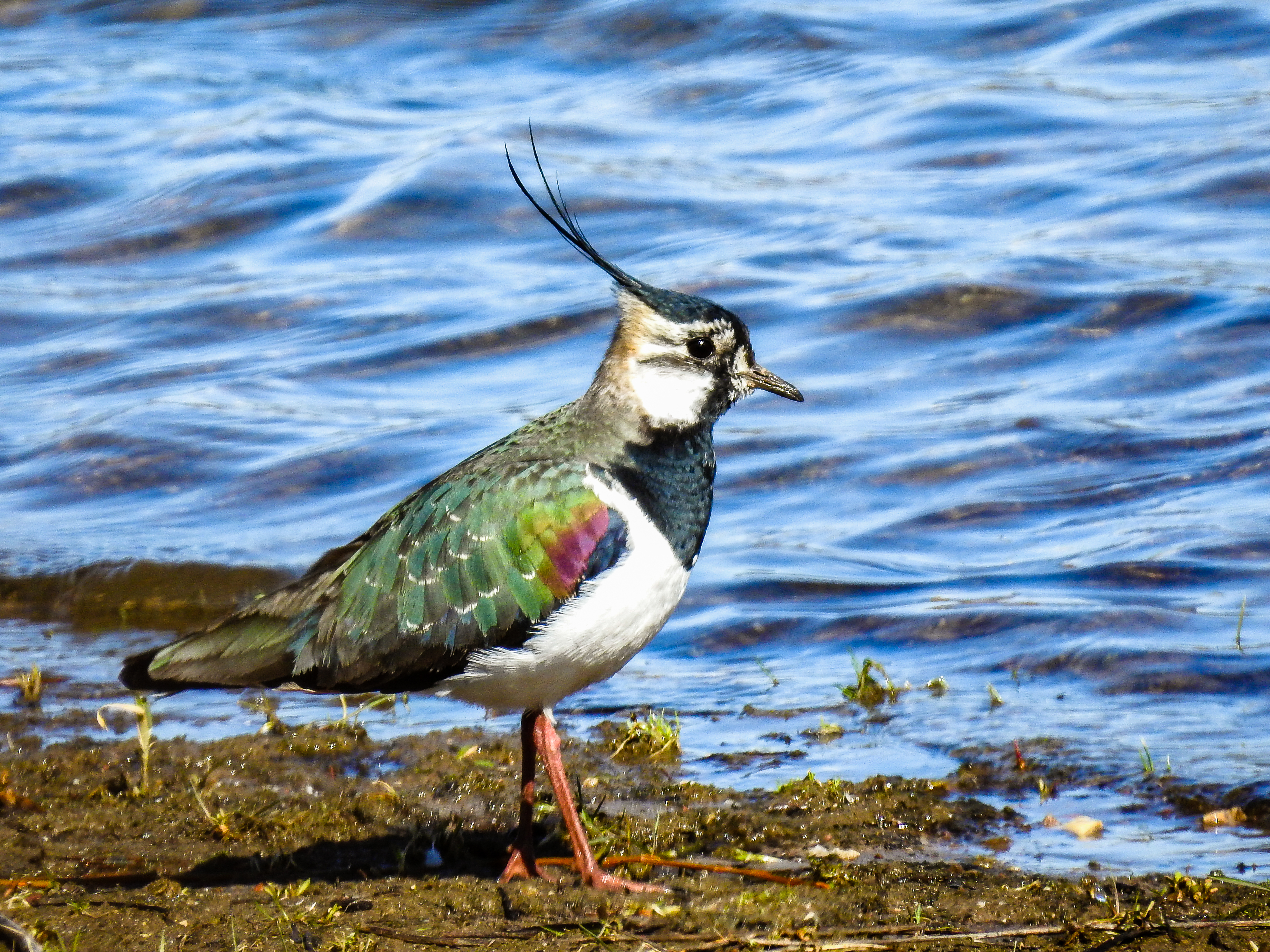
Vanneau huppé.

### Protection de la faune
Quatre espèces d'insectes — deux libellules et deux papillons — recensées sur la ZNIEFF sont protégées sur l'ensemble du territoire français : l'Agrion de Mercure, la Cordulie à corps fin , le Cuivré des marais et le Fadet des laîches et le sont également au titre de la Directive habitats.
Une espèce d'oiseaux de la ZNIEFF est protégée au titre de la Directive oiseaux de l'Union européenne : le Martin-pêcheur d'Europe ; elles est donc protégée sur l'ensemble du territoire français, de même que 24 autres espèces : la Bergeronnette des ruisseaux, la Bergeronnette grise, la Bouscarle de Cetti, le Bruant jaune, le Bruant des roseaux, la Buse variable, le Chardonneret élégant, le Coucou gris, le Faucon crécerelle, la Fauvette à tête noire, la Fauvette des jardins, la Fauvette grisette, le Héron cendré, l'Hypolaïs polyglotte, le Loriot d'Europe, le Pic épeiche, le Pic épeichette, le Pic vert, le Pipit des arbres, le Pipit farlouse, le Pouillot véloce, le Rossignol philomèle, la Rousserolle effarvatte et le Tarier pâtre.
Six espèces de mammifères sont protégées sur l'ensemble du territoire français : le Campagnol amphibie, le Crossope aquatique, l'Écureuil roux, le Hérisson commun, la Loutre d'Europe et le Vison d'Europe. Ces deux dernières espèces, en danger d'extinction en France, sont également protégées au titre de la Directive habitats de l'Union européenne, ainsi que le Putois.
La seule espèce de reptiles de la ZNIEFF, la Cistude, est protégée sur l'ensemble du territoire français et au titre de la Directive habitats.

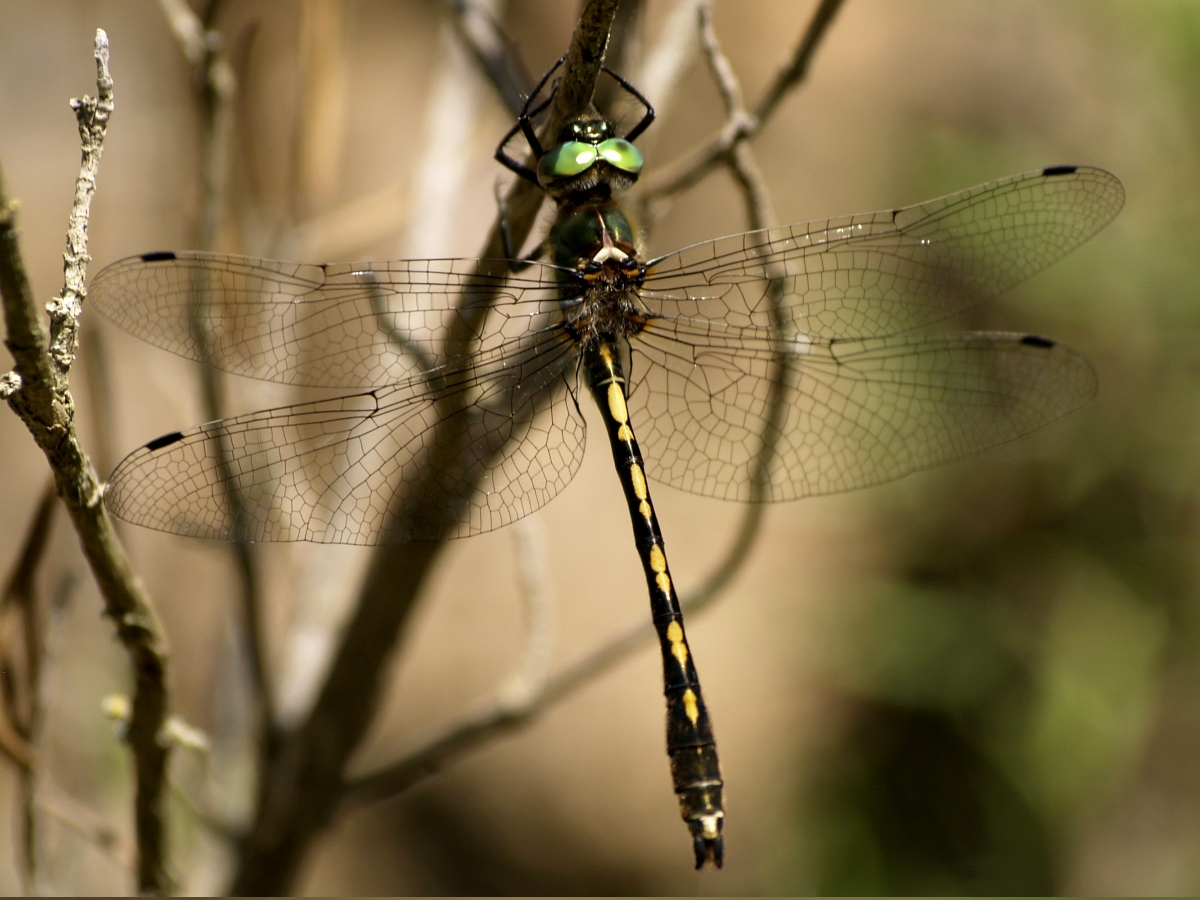
Cordulie à corps fin.
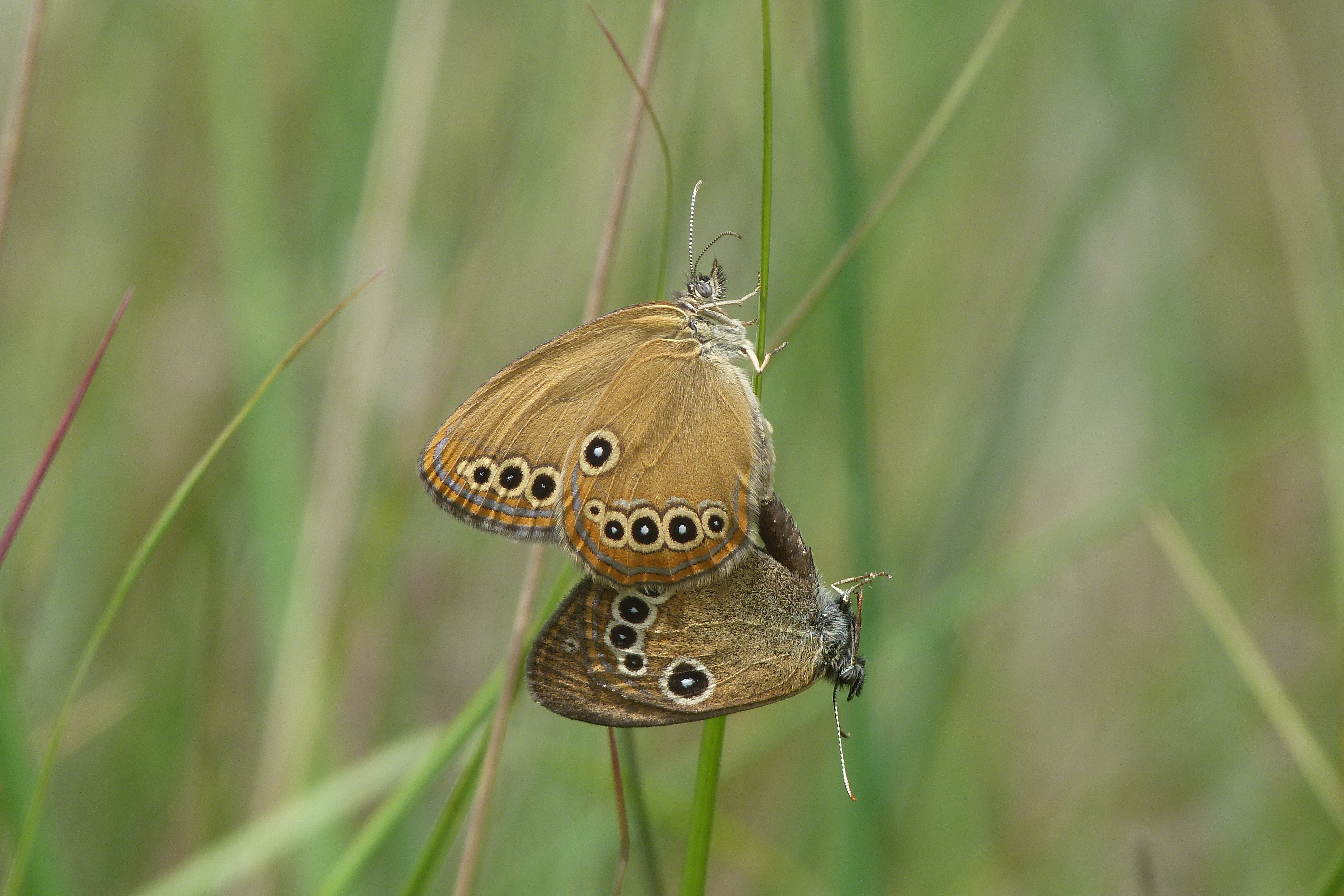
Accouplement de Fadets des laîches.
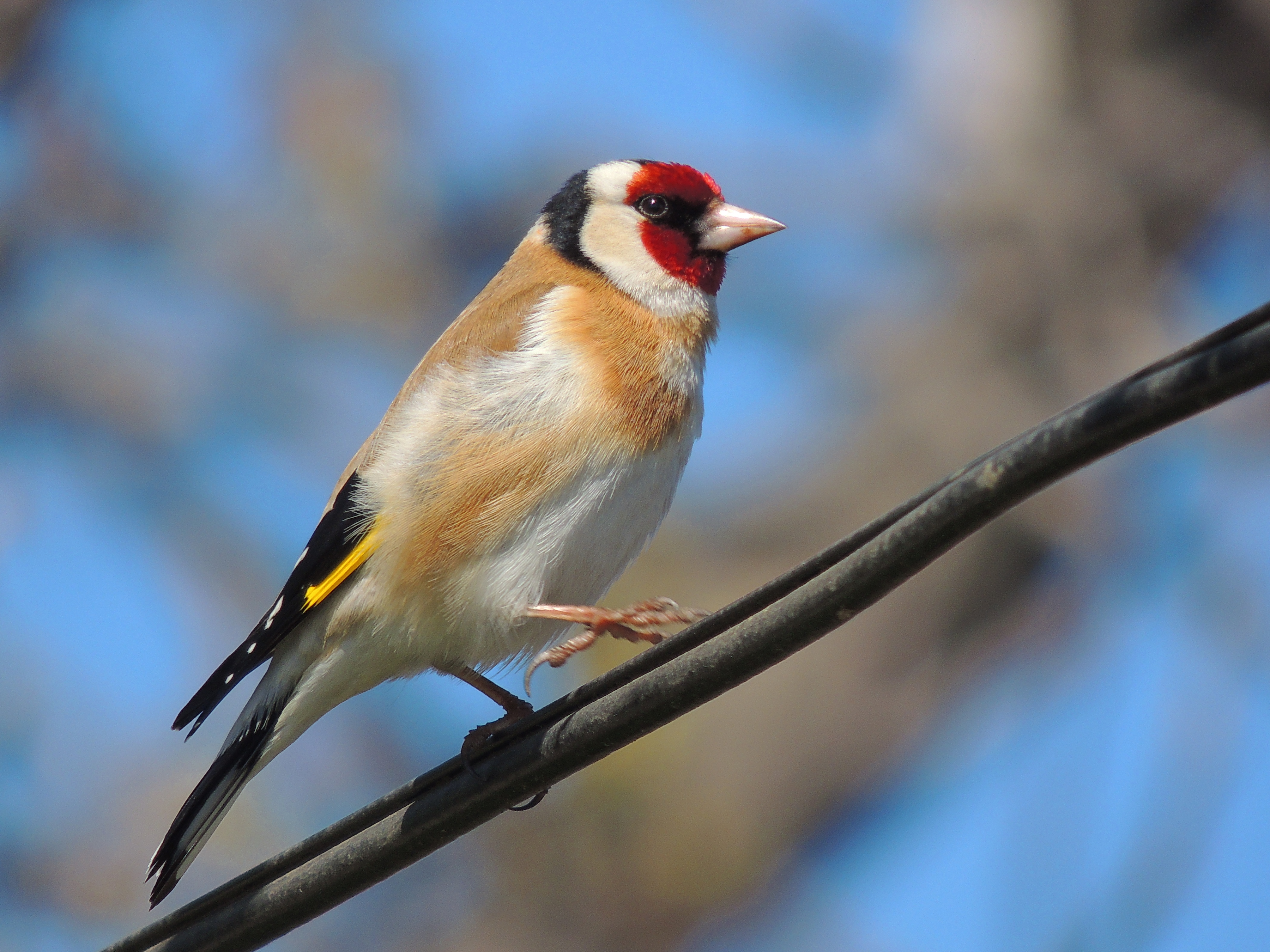
Chardonneret élégant.
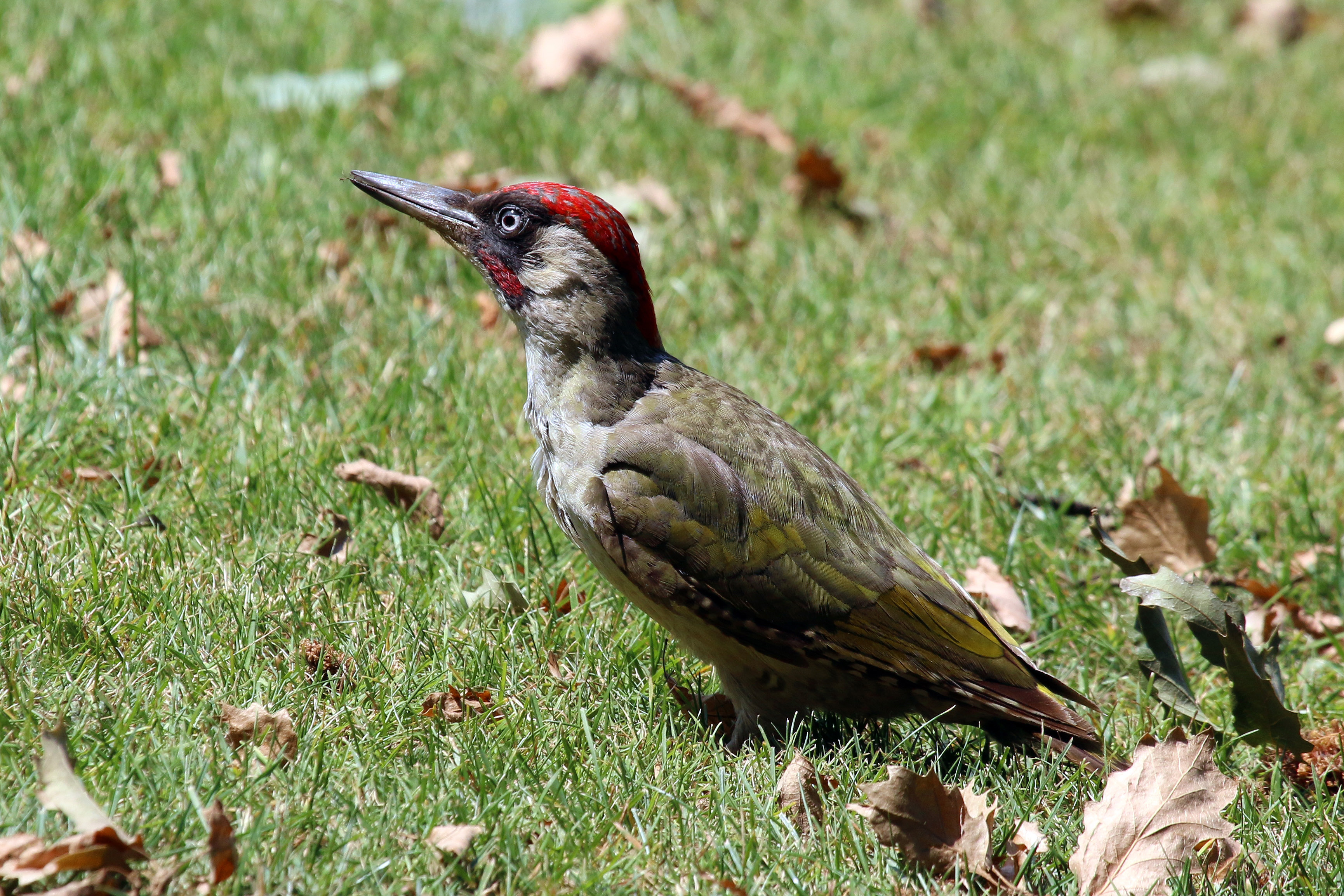
Pic vert mâle.
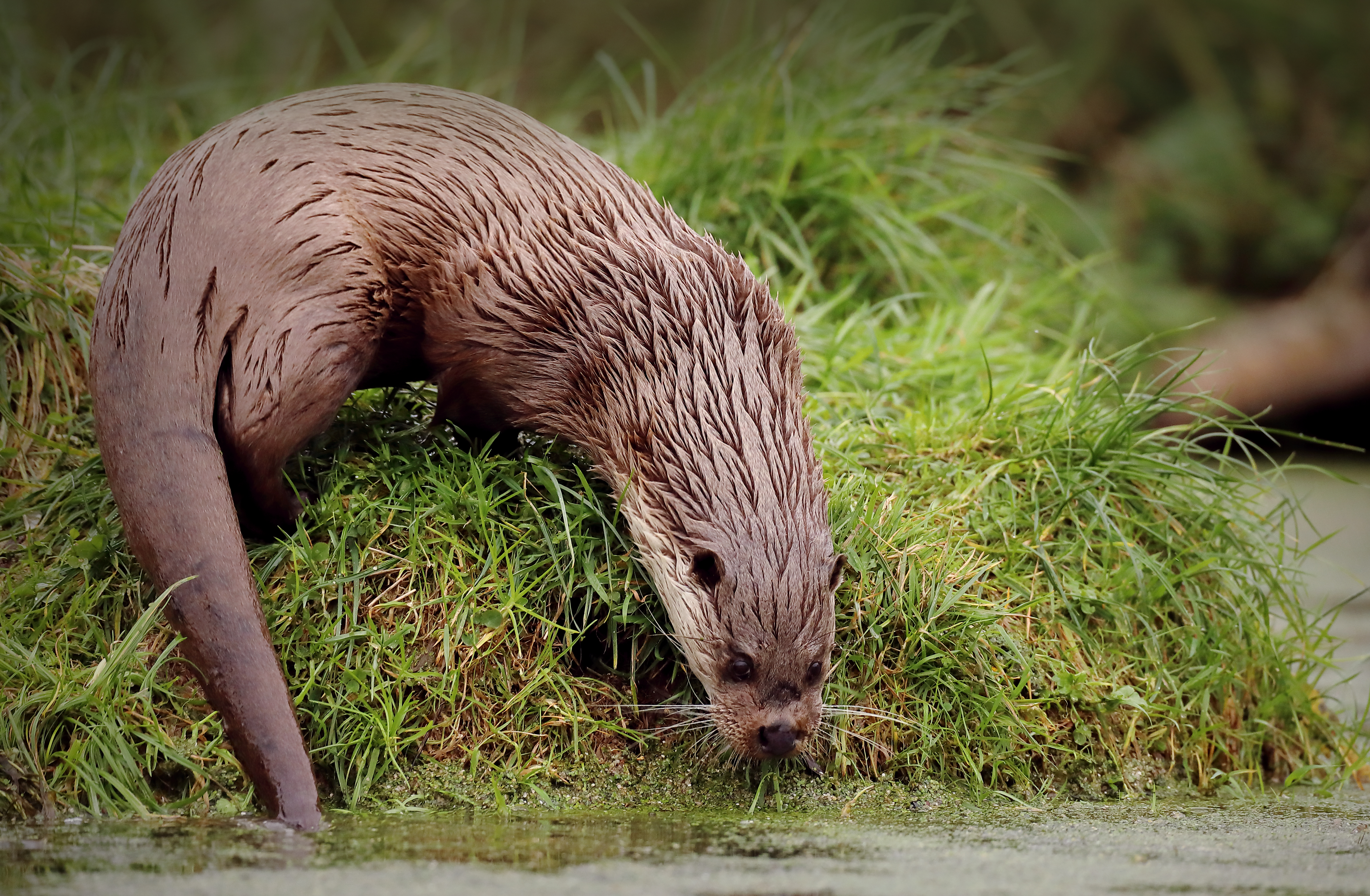
Loutre d’Europe.

## Flore recensée
Six espèces déterminantes de plantes ont été recensées sur la ZNIEFF : la Gentiane des marais (Gentiana pneumonanthe), la Léersie faux-riz (Leersia oryzoides), l'Orchis des marais (Anacamptis palustris), le Potamot coloré (Potamogeton coloratus), le Souchet jaunâtre (Cyperus flavescens) et l'Utriculaire citrine (Utricularia australis).
Par ailleurs, 102 autres espèces végétales y ont été répertoriées, dont :
- 98 phanérogames : l'Angélique sauvage (Angelica sylvestris), l'Aulne glutineux (Alnus glutinosa), la Baldingère faux-roseau (Phalaris arundinacea), la Berle dressée (Berula erecta), le Bident tripartite (Bidens tripartita), la Bourdaine (Frangula alnus), le Brachypode des bois (Brachypodium sylvaticum), le Brachypode penné (Brachypodium pinnatum), le Chêne pédonculé (Quercus robur), le Chêne pubescent (Quercus pubescens), le Choin noirâtre (Schoenus nigricans), le Cirse bulbeux (Cirsium tuberosum), le Cirse des marais (Cirsium palustre), la Consoude officinale (Symphytum officinale), le Cumin des prés (Silaum silaus), l'Élodée du Canada (Elodea canadensis), l'Épiaire des marais (Stachys palustris), l'Épilobe hirsute (Epilobium hirsutum), l'Euphorbe poilue (Euphorbia villosa), le Frêne élevé (Fraxinus excelsior), le Frêne à feuilles étroites (Fraxinus angustifolia), le Gaillet aquatique (Galium uliginosum), le Gaillet des marais (Galium palustre), la Garance voyageuse (Rubia peregrina), la Germandrée des marais (Teucrium scordium), la Glycérie flottante (Glyceria fluitans), la Grande pimprenelle (Sanguisorba officinalis), la Guimauve officinale (Althaea officinalis), le Houblon (Humulus lupulus), l'Iris faux acore (Iris pseudacorus), le Jonc des chaisiers (Schoenoplectus acutus), le Jonc des crapauds (Juncus bufonius), le Jonc glauque (Juncus inflexus), le Jonc à tépales aigus (Juncus acutiflorus), le Jonc à tépales obtus (Juncus obtusifolius), la Laîche à épis distants (Carex distans]), la Laîche espacée (Carex remota), la Laîche faux souchet (Carex pseudocyperus), la Laîche glauque (Carex flacca), la Laîche hérissée (Carex hirta), la Laîche jaunâtre (Carex flava), la Laîche des marais (Carex acutiformis), la Laîche millet (Carex panicea), la Laîche raide (Carex elata), la Laîche des rives (Carex riparia), le Laiteron des champs (Sonchus arvensis), le Lin purgatif (Linum catharticum), le Liseron des haies (Calystegia sepium), le Lycope d'Europe (Lycopus europaeus), la Lysimaque commune (Lysimachia vulgaris), la Lysimaque nummulaire (Lysimachia nummularia), la Marisque (Cladium mariscus), la Massette à larges feuilles (Typha latifolia), le Mélilot élevé (Melilotus altissimus), la Menthe aquatique (Mentha aquatica), le Millepertuis à quatre ailes (Hypericum tetrapterum), la Molinie bleue (Molinia caerulea, le Myosotis des marais (Myosotis scorpioides), le Myriophylle en épis (Myriophyllum spicatum), le Myriophylle verticillé (Myriophyllum verticillatum), le Nénuphar blanc (Nymphaea alba), le Nénuphar jaune (Nuphar lutea), le Nerprun purgatif (Rhamnus cathartica), l'Œnanthe de Lachenal (Oenanthe lachenalii), l'Orchis à fleurs lâches (Anacamptis laxiflora), l'Ortie royale (Galeopsis tetrahit), le Peuplier blanc (Populus alba), le Pigamon jaune (Thalictrum flavum), le Potamot de Berchtold (Potamogeton berchtoldii), le Potamot crépu (Potamogeton crispus), le Potamot dense (Groenlandia densa), le Potamot flottant (Potamogeton ×fluitans), le Potamot luisant (Potamogeton lucens (en)), le Potamot nageant (Potamogeton natans), la Potentille ansérine (Potentilla anserina), la Potentille dressée (Potentilla erecta), la Pulicaire dysentérique (Pulicaria dysenterica), la Reine-des-prés (Filipendula ulmaria), la Renoncule flammette (Ranunculus flammula), la Renouée poivre d'eau (Persicaria hydropiper), la Ronce bleue (Rubus caesius), le Roseau commun (Phragmites australis), le Rubanier émergé (Sparganium emersum), la Sagittaire à feuilles en flèche (Sagittaria sagittifolia), la Salicaire commune ( Lythrum salicaria), la Samole de Valérand (Samolus valerandi), le Saule à feuilles d'olivier (Salix atrocinerea), le Scirpe des marais (Eleocharis palustris), la Scrofulaire à oreillettes (Scrophularia auriculata), la Scutellaire à casque (Scutellaria galericulata), la Stellaire aquatique (Myosoton aquaticumla Succise des prés (Succisa pratensis), le Sureau noir (Sambucus nigra), le Tamier commun (Dioscorea communis), le Tremble (Populus tremula), la Véronique mouron d'eau (Veronica anagallis-aquatica), la Viorne lantane (Viburnum lantana)  et la Viorne obier (Viburnum opulus) ;
- quatre ptéridophytes : le Dryoptéris des Chartreux (Dryopteris carthusiana), la Fougère femelle (Athyrium filix-femina), la Grande prêle (Equisetum telmateia) et la Prêle des marais (Equisetum palustre).

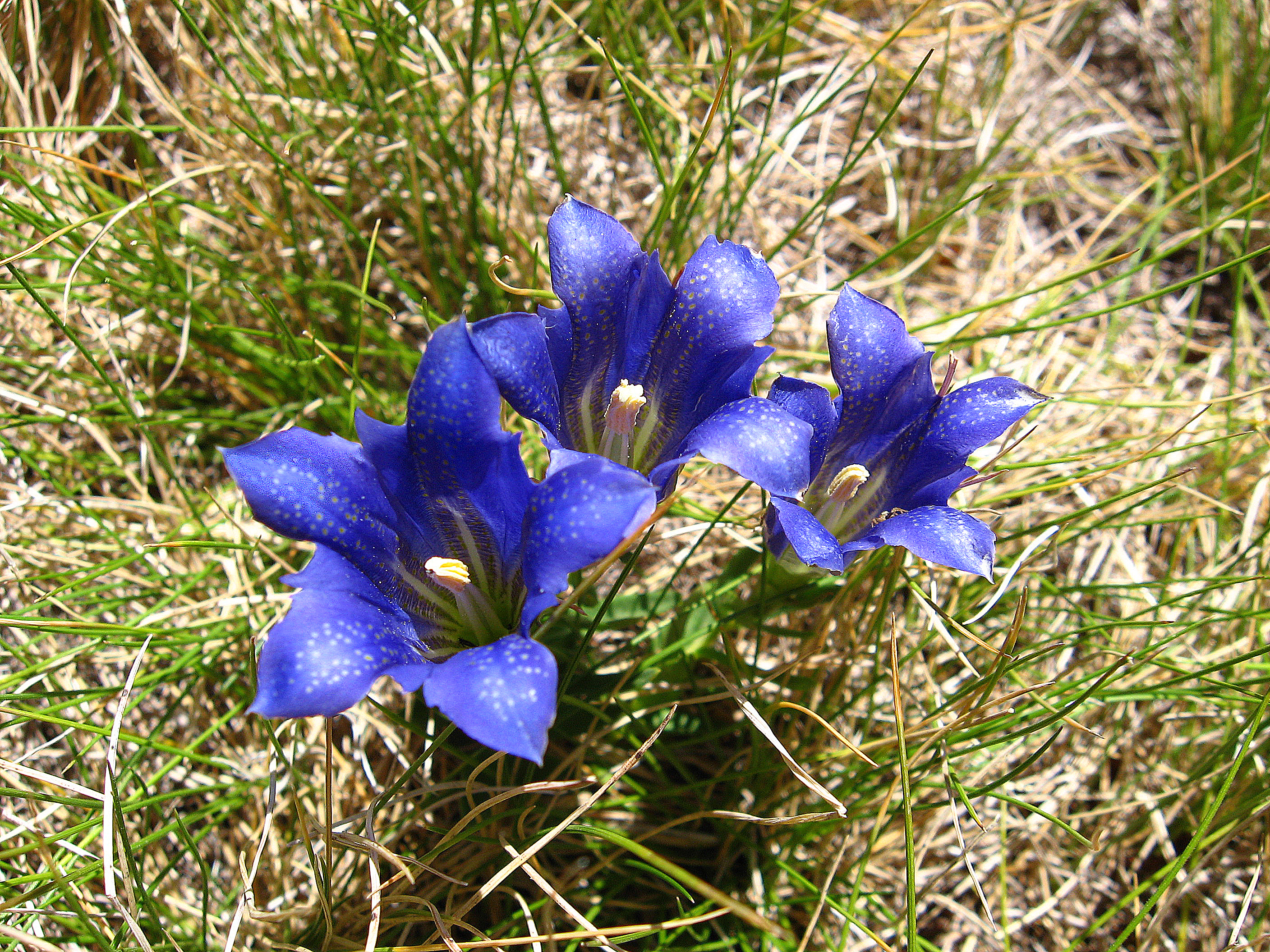
Gentianes des marais.
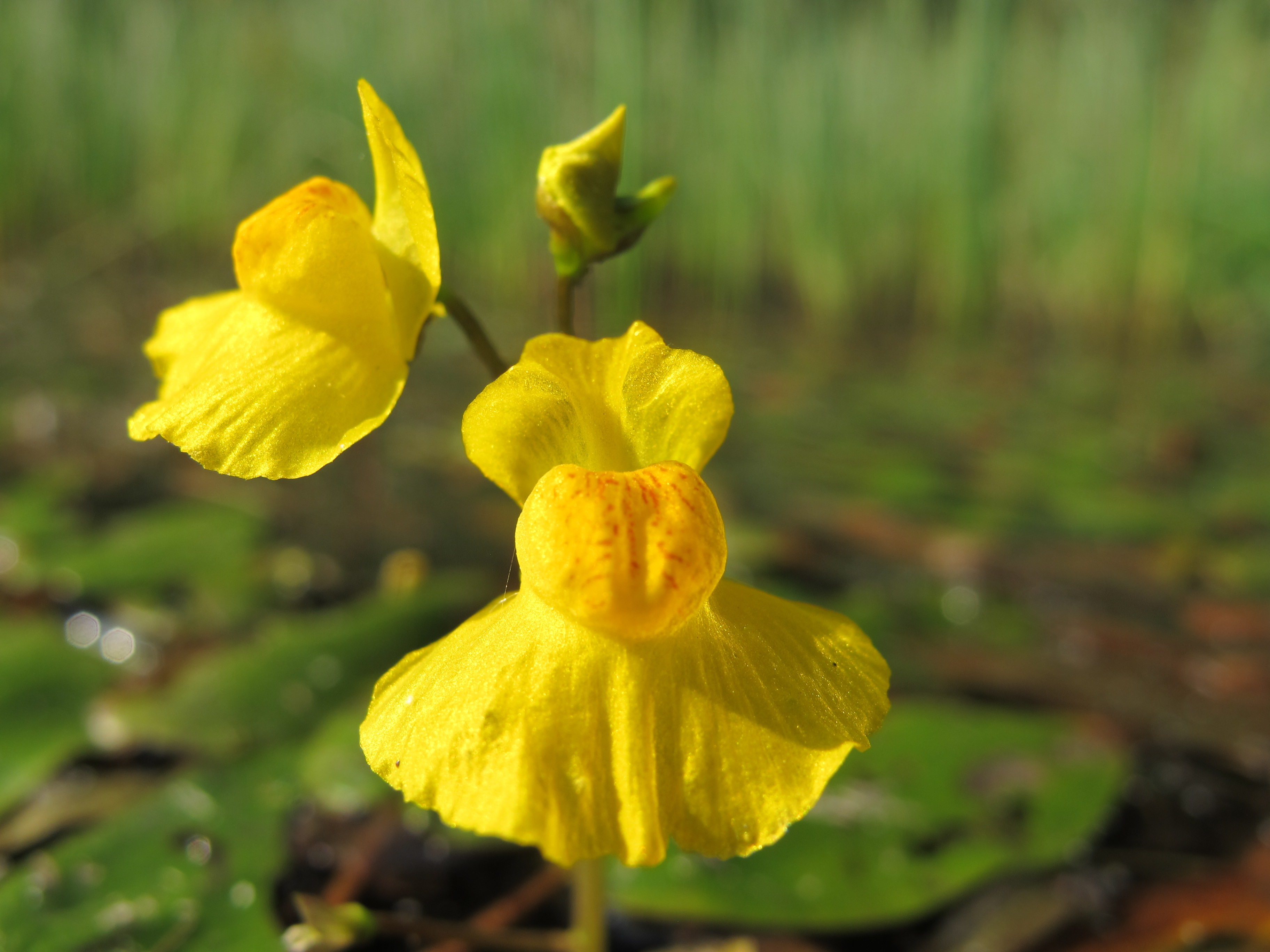
Fleurs d'Utriculaire citrine.
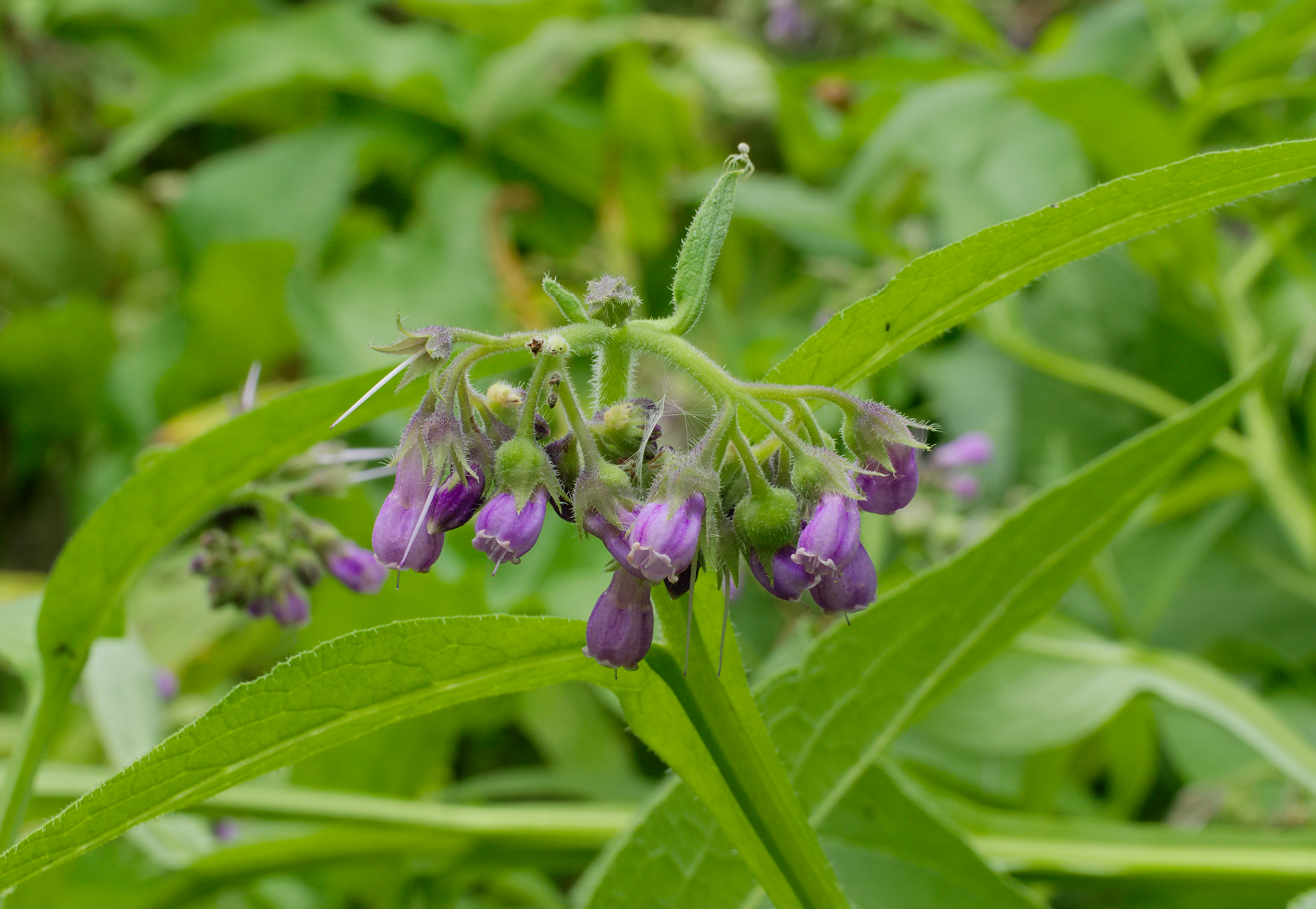
Consoude officinale.
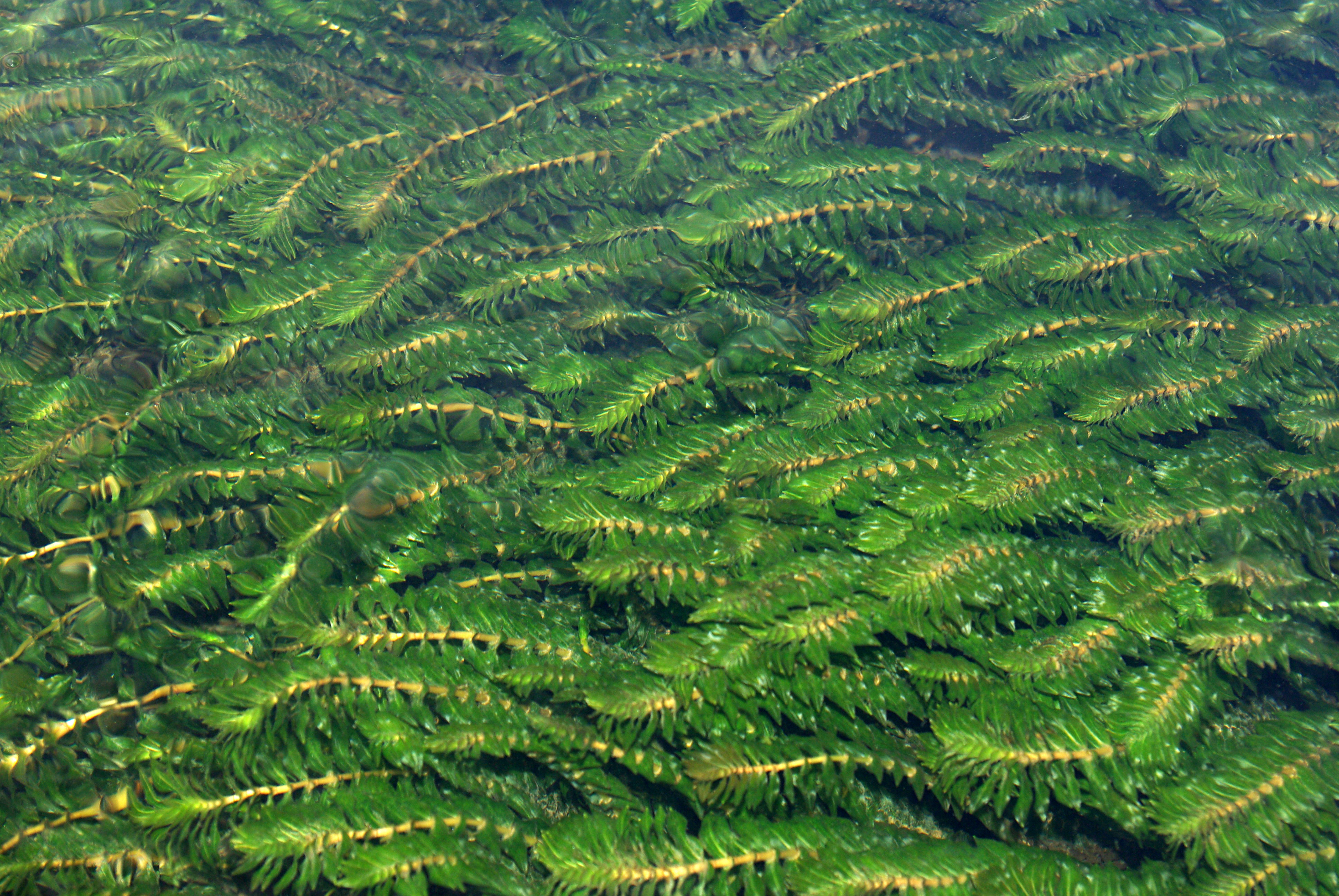
Potamot dense.
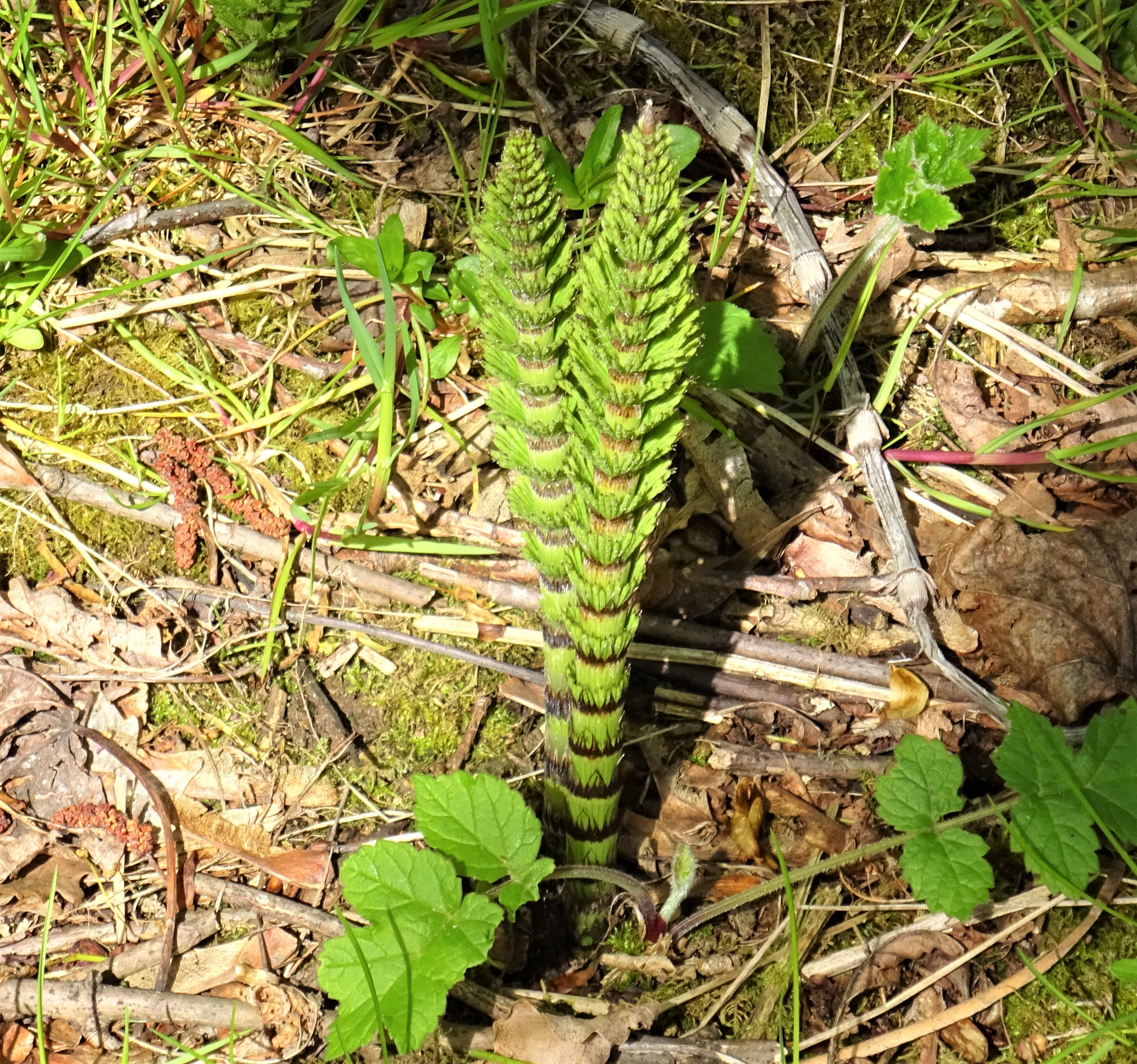
Grande prêle.